# Micragrotis exusta
Micragrotis exusta är en fjärilsart som beskrevs av George Francis Hampson 1903. Micragrotis exusta ingår i släktet Micragrotis och familjen nattflyn. Inga underarter finns listade i Catalogue of Life.